# Јоти Амге
Јоти Амге (енгл. Jyoti Amge; 16. децембар 1993) је становница града Нагпур у Индији која је најмања жива жена на свету према Гинисовој књизи рекорда. Дана 16. децембра 2011. на њен 18 рођендан проглашена је за најнижу жену на свету. Висока је 62.8 центиметара. Она је тако ниска због болести Ахондроплазија. Године 2012. се упознала са најнижим човеком у историји Непалцем Чандром Бахадуром Дангијем.